# 九點強強滾
《九點強強滾》是台灣全民廣播電台（News98）知名的兒童廣播節目，主持人是趙自強，製作人林建光，由2000年6月12日開播，原每週七天播出，後改為週一至週五21:00 - 22:00現場直播，2016年2月28日，九點強強滾改為週一到週五19:00播出，節目改名為《19點強強滾》，2017年11月30日節目停播。

## 節目風格及特色
節目於現場直播，且趙自強的內容生動活潑，深得兒童及各年齡層喜愛，同時也富有寓教於樂的意義，是晚上黃金時段相當受歡迎的廣播節目，曾多次獲得由行政院新聞局舉辦、暱稱「小金鐘」的「優良兒童節目獎」，並於2014年第49屆金鐘獎獲頒廣播金鐘獎最佳兒童節目主持人獎。

## 節目主題
1. 週一「強強滾百科全書-老歌篇&強強滾音樂教室」：在開場白中，帶領大家進入老歌的時空隧道中，接著與來賓帶著聽眾一起唱兒歌、也讓聽眾選擇自己想要唱的歌；若有新聽眾時，則用歡迎歌來伴奏。
2. 週二「健康呼啦啦」：請到有關於兒童的身心保健的人士，或是一些故事來增進聽眾們的知識。
3. 週三「漢字達人篇&兒童立法院」：在開場白之中，由漢字達人宏如姊姊介紹一個字，並引經據典介紹典故及應用，接著兒童立法院則用一些生活上的主題，讓兒童委員們分享相關的心事與近況。
4. 週四「校園特攻隊」：請到各個國小的校長，來宣揚該學校的歷史、地理環境、和人文特色，與未來之展望，同時也歡迎該校小朋友進去call-in與校長聊天。
5. 週五「地球怎麼了 / 強強趴趴走」：在開場白中，請出葉欣誠教授，報告地球的近況與分享環保的新知；接著請到各個領域的來賓來介紹自己的書本，理念等等的內容。

### 寒暑假特別單元
- 於每週四都會固定推出「全家大挑戰」，讓每位小朋友call-in進去電台，並和家人一起參與，接著選擇各類題組，藉由主持人與其助手來問問題，小朋友與其家人回覆答案，並於該題組裡全部答對後，可得到相當的獎勵。而在回答問題的過程中，若遇到一些無法回答的問題時，可提供一次求救的機會。

### 不定期輪流主題
- 強哥留聲機：在節目的最後，由強哥來敘述自己遊歷各地時，收集到的好聲音們與小朋友分享。
- 從前～從前：在節目的最後，由強哥帶領著小朋友們述說小故事，並藉由故事來闡述人生的寓意。

## 節目固定主題
- 親密日記：在節目剩餘的時間，讓聽友Call-in進去分享今天過得如何。

## 提名
| 年份   | 獲提名               | 獎項                                   | 結果 |
| ------ | -------------------- | -------------------------------------- | ---- |
| 2014年 | 《九點強強滾》趙自強 | 第49屆金鐘獎廣播金鐘獎兒童節目主持人獎 | 獲獎 |
| 2015年 | 《九點強強滾》趙自強 | 第50屆金鐘獎廣播金鐘獎兒童節目主持人獎 |      |
| 2015年 | 《九點強強滾》林建光 | 第50屆金鐘獎廣播金鐘獎企劃編撰獎       |      |
| 2016年 | 《九點強強滾》       | 第51屆金鐘獎廣播金鐘獎兒童節目獎       |      |
| 2016年 | 《九點強強滾》趙自強 | 第51屆金鐘獎廣播金鐘獎兒童節目主持人獎 | 獲獎 |

## 獲獎
| 年份   | 獲提名         | 獎項                                                         | 結果 |
| ------ | -------------- | ------------------------------------------------------------ | ---- |
| 2000年 | 《九點強強滾》 | 行政院新聞局優良電視暨廣播兒童節目「優等製作獎」             | 獲獎 |
| 2003年 | 《九點強強滾》 | 行政院新聞局優良電視暨廣播兒童節目「優等製作獎」             | 獲獎 |
| 2004年 | 《九點強強滾》 | 行政院新聞局「優良廣播兒童節目暨少年節目獎」最佳兒童主持人獎 | 獲獎 |

## 外部連結
- YouTube上的19點強強滾 / 趙自強 播放列表